# Sieben-Bojaren-Herrschaft
Sieben-Bojaren-Herrschaft (russisch Семибоярщина, Semibojarschtschina) ist in der Historiografie der Name einer aus sieben Bojaren bestehenden Übergangsregierung im Zarentum Russland während der Smuta (Zeit der Wirren). Sie bestand nach dem Sturz des Zaren Wassili IV. im Jahr 1610.

## Geschichte
Der von den Aristokraten einseitig ausgerufene Zar aus dem Hause Schuiski war sehr unbeliebt und musste sich mehrere Jahre lang des Aufstandes des Zweiten falschen Dmitri erwehren. Die Stimmung gegen den Zaren erreichte in Moskau ihren Höhepunkt, als er in den Verdacht geriet, seinen beliebten Neffen und Feldherren Michail Skopin-Schuiski vergiftet zu haben, der zuvor mit einem russisch-schwedischen Heer den Zweiten falschen Dmitri signifikant schwächte. Als daraufhin die russisch-schwedische Armee in der Schlacht von Kluschino eine Niederlage gegen die Armee der eingefallenen Polen erlitt und diese nach Moskau marschierten, entschieden die Bojaren, die Unruhen zu legalisieren und den Zaren für abgesetzt zu erklären. Ausschlaggebend war auch die Tatsache, dass der Zweite falsche Dmitri wieder eine Bedrohung für Moskau darstellte. Seine potenzielle Machtergreifung war für die Bojaren völlig inakzeptabel.
Der Rat der sieben Bojaren, der von der Bojarenduma gebildet worden war, bot nun dem polnischen Königssohn Władysław den vakanten Zarenthron an, falls er zur Orthodoxie konvertieren würde. Ein entsprechender Vertrag wurde mit dem König Sigismund III. geschlossen, der zu dieser Zeit Smolensk belagerte. Zu ihrem eigenen Schutz vor dem Zweiten falschen Dmitri haben die Bojaren den Polen die Tore Moskaus geöffnet. Sie organisierten außerdem einen Semski Sobor (Landesversammlung), der die Kandidatur Władysławs bestätigte. Allerdings weigerte sich Sigismund III., die Vertragsbedingungen zu erfüllen und strebte den Zarenthron für sich selbst an. Zu einer Zarenkrönung Władysławs kam es nie. Die Russen wurden immer misstrauischer und rebellierten gegen die polnische Garnison. Die sieben Bojaren wurden de facto Geiseln der polnischen Garnison im Kreml.
Die polnische Besatzung dauerte zwei Jahre an und endete nach der Schlacht bei Moskau mit der Kapitulation der polnischen Garnison im Kreml im November 1612. Die Bojaren wurden freigelassen.

## Mitglieder des Sieben-Bojaren-Rates
- Fjodor Iwanowitsch Mstislawski († 1622), Anführer
- Iwan Michailowitsch Worotynski († 1627)
- Andrei Wassiljewitsch Trubezkoi
- Andrei Wassiljewitsch Golizyn († 1611)
- Boris Michailowitsch Lykow-Obolenski (1576–1646)
- Iwan Nikititsch Romanow († 1640)
- Fjodor Iwanowitsch Scheremetew († 1650)

## Trivia
In Anspielung auf die Sieben-Bojaren-Herrschaft, die zum Inbegriff des Verrats und der Preisgabe der nationalen Interessen an ausländische Mächte wurde, wurde in der Regierungszeit Boris Jelzins der publizistische Begriff Semibankirschtschina geprägt, die Sieben-Bankiers-Bande. Damit waren einflussreiche Oligarchen gemeint, die Jelzins Wiederwahl 1996 finanzierten und anschließend großen Einfluss auf seine Entscheidungen ausübten.